# Лапьер-Маршан, Азильда
Азильда Лапьер-Маршан (англ. Azilda Lapierre Marchand; 8 декабря 1918 — 9 мая 2010) — квебекская учительница и защитница прав женщин, которая работала над изменением восприятия женщин и их ролей во франко-канадском обществе. Признавая, что многие женщины работали бесплатно в семье или в семейном бизнесе, она стала активным сторонником признания их услуг ценными. Являлась членом-основателем «Женской ассоциации образования и социальных действий». Она была президентом этой организации в период с 1970 по 1975 год. Участвуя в многочисленных международных конференциях и правительственных комиссиях, она выступала за улучшение доступа женщин к образованию и гражданскому участию. Она была награждена Орденом Канады и удостоена звания рыцаря Национального Ордена Квебека.

## Ранние годы
Азильда Лапьер родилась 8 декабря 1918 года в Сен-Жероме, Квебек, Канада. После получения среднего образования в католических школах она окончила Нормальную школу Мариер-Ривье в Сент-Иасенте и вышла замуж за Жан-Мориса Маршана из Анж-Гардиена, с которым у неё было девять детей.

## Карьера
Маршан начала свою карьеру в качестве учителя начальных и средних классов, а вскоре участвовала в образовании для взрослых. В 1937 году она основала Женское католическое движение молодежи в области сельского хозяйства в сотрудничестве с движением католической сельскохозяйственной молодежи в Квебеке. Организация была основана во Франции во время Великой депрессии как средство возрождения сельской молодежи, поскольку Первая мировая война опустошила сельскую местность и отправила многих молодых людей в города. Организация признала изоляцию сельского населения и попыталась вернуть молодежь к религии и нравственной жизни, помогая им в развитии возможностей получения образования и проведения досуга.
В 1950-х годах она вступила в Союз католических сельских женщин, а в 1961 году она стала президентом отделения Сент-Иасент, проработав до 1966 года. В том же году она стала соучредителем Женской ассоциации образования, нацеленной на продвижение и улучшение гражданской жизни женщин. В то время общество не одобряло женщин, работающих вне дома, и последовали общественные дебаты по поводу оплачиваемого труда женщин. Маршан осудила недоброжелателей и не только поддержала поощрение женщин к участию в рабочей силе, но и призвала признать существование бесплатного труда женщин как в домашнем, так и в семейном бизнесе.
Маршан была делегатом AFÉAS в Риме в 1967 году на Конгрессе Всемирной ассоциации католических женских организаций. Она опубликовала краткий обзор современной рабочей силы совместно с AFÉAS в 1969 году и представила результаты, касающиеся невидимости женской работы, Королевской комиссии по положению женщин, возглавляемой Флоренс Бёрд. В следующем году она стала президентом организации, проработав там до 1975 года.
В 1972 году Маршан была назначена в Совет по высшему образованию, участвуя в многочисленных исследованиях по вопросам образования и преподавания в колледжах. По её настоянию в 1974 г. AFÉAS подготовила доклад «La femme Collaboratrice dans une entreprise familiale» (Женщины как сотрудники семейного бизнеса), чтобы оценить уязвимость женщин и отсутствие для них правовой защиты в случае развода. Маршан посетила Всемирную конференцию по положению женщин 1975 года в Мехико в рамках мероприятий Международного года женщин Организации Объединённых Наций. С 1974 по 1980 год она входила в состав канадской делегации в ЮНЕСКО в качестве представителя AFÉAS, а с 1975 по 1980 год она работала в Консультативном совете Квебека по положению женщин.
В 1984 году Маршан была удостоена премии генерал-губернатора за её вклад в права женщин и социальную работу. В 1985 году Маршан была удостоена звания рыцаря Национального Ордена Квебека и Ордена Канады за её работу с женщинами и в сфере образования. В 1987 году Пьер Мартель присвоил ей почетную докторскую степень по социальной работе в университете Шербрука, который в своих замечаниях заявил, что она изменила коллективное сознание Квебека в отношении того, как следует воспринимать женщин.

## Смерть и наследие
Маршан умерла 9 мая 2010 года в Анж-Гардиен, Квебек, Канада. AFÉAS учредил Приз Азильды Маршан, чтобы отметить тех, кто внес образцовый вклад в социальную работу и права женщин.